# Uli Märkle

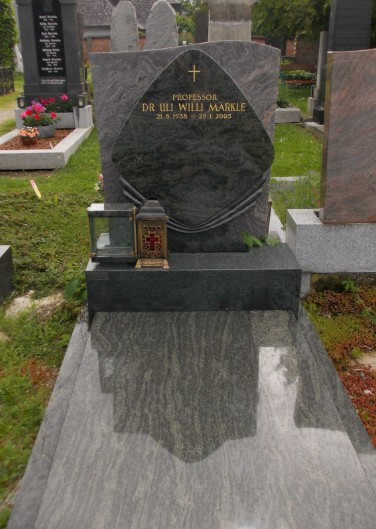
Grabstätte von Uli Märkle

Uli Märkle (* 21. August 1938 in Tübingen; † 29. Januar 2005 in Wien) war ein Produzent klassischer Musik.

## Leben
Von 1972 bis 1983 war er „managing director world-wide“ von zwei Abteilungen der Deutschen Grammophon Gesellschaft in Hamburg: „Public Relations und Presse“ sowie „Classical Artist Promotion“. Als solcher war er für über 100 Künstler aus dem Bereich der klassischen Musik verantwortlich.
Danach war er Rechtsberater und Generaldirektor von Herbert von Karajans Film-, TV- und Videoproduktion Télémondial S.A.M., Monaco. In den letzten Lebensjahren von Herbert von Karajan war er dessen persönlicher Berater, begleitete ihn auf allen Reisen und bei allen Festivals, wie etwa dem Berlin Festival, dem Osaka Festival, dem Suntory Hall Festival und vielen mehr.
Uli Märkle war für die Produktion von 45 TV- und Video-Filmen mit den Berliner und Wiener Philharmonikern zuständig.
Außerdem war er Initiator und langjähriger künstlerischer Berater des Herbert von Karajan Centrums Wien sowie Unterstützer der American Austrian Foundation als Stiftungsrat.
Märkle wurde am Pötzleinsdorfer Friedhof (C-37-359) in Wien bestattet.

## Auszeichnungen
- 1999: Bundesverdienstkreuz 1. Klasse
- 2003: Großes Silbernes Ehrenzeichen für Verdienste um die Republik Österreich[1]